# Distrito de Aguablanca
El distrito de Aguablanca es una Unidad de Planificación Urbana del distrito colombiano de Santiago de Cali, compuesto por cuatro comunas: la Comuna 13, la Comuna 14, la Comuna 15 y Comuna 21, que ocupan buena parte del oriente de la ciudad. La población son en su mayoría desplazados por la violencia o migrantes provenientes de la Región Pacífica en busca de mejores oportunidades de vida.[cita requerida] La migración comenzó en la década de 1970 a raíz de los Juegos Panamericanos de 1971 que se celebraron en la ciudad de Cali y el Maremoto de Tumaco de 1979.
Este sector de la ciudad, alberga al 30% de la población de Cali, poco menos de 700.000 habitantes. Hay un alto nivel de trabajo formal e informal. Aguablanca cuenta con muchas organizaciones de base y los líderes comunitarios están haciendo un trabajo importante para mejorar las condiciones de vida de los habitantes de esta zona y mejorar la imagen de este sector.
Su singular alta densidad de población se caracteriza por su bajo poder adqusitivo, en el umbral de la miseria o pobreza total, el analfabetismo y violencia, es un sector que cerece de los mínimos patrones de convivencia gracias a la bancarota cultural de sus habitantes, la mayoría afrodescendientes y desplazados por la violencia del conflicto interno Colombiano a lo largo de cinco décadas. algunos sectores denuncian el total abandono del gobierno municipal y nacional.
Es conocida además por su gran aporte a la industria cultural de esta ciudad, ya que de este sector sale un gran porcentaje de los niños, jóvenes y adultos que representan la ciudad y el país, en eventos locales, nacionales e internacionales, en ámbitos como salsa, el folclor, las artes plásticas, las circenses y demás actividades artísticas y culturales que se desarrollan en este sector.

## Estratificación
Según la estratificación por lados de manzana presentado en el documento Cali en Cifras, en conjunto las comunas 13, 14 y 15, predomina el estrato 2 (Bajo), con el 46,93% de las viviendas, seguido por el estrato 1 (Bajo-bajo), con el 44,52% del total y el estrato 3 (Medio-bajo) con el 8,54%. Destaca la ausencia de manzanas pertenecientes al resto de estratos (4, 5 y 6).